# Absolutní datování
Absolutní datování je jedna ze dvou variant datování archeologických nálezů. Umožňuje určit přesné časové období, z nějž archeologický pramen pochází (tisíciletí, století, rok), zatímco relativní datovací metody dokáží pouze rozlišit, co je starší a co mladší.
Metody absolutního datování (též zvané chronometrické nebo kalendářní), určují stáří pramene na lineární časové ose. Jsou založeny na měření přírodních vlastností archeologických pramenů s využitím moderních přírodovědných postupů. Existuje celá škála absolutních datovacích metod, z nichž každá má své specifické využití.

## Radiometrické metody
Radiometrické datování je založené na principu, že chemické prvky obsahují nestabilní radioaktivní izotopy, které se postupně rozpadají a přeměňují na jiné prvky. Rychlost tohoto procesu (tzv. poločas přeměny) je pro konkrétní prvky známá. Ve zkoumaném vzorku tedy stačí zjistit poměr původních izotopů a produktů jejich rozpadu. Zjištěním množství již rozložených izotopů lze spočítat, kdy proces rozpadu začal.
Existuje velké množství radiometrických metod, které se  liší materiálem, na který je lze uplatnit i časovým dosahem datování. Čím delší je poločas přeměny daného izotopu, tím delší časový úsek lze změřit. Například radioaktivní izotop vodíku (tritium) má poločas přeměny jen 12,32 let. Za 100 let tak ve vzorku z původních 100 atomů nezbyde ani jeden. O stáří hornin pak nelze rozhodnout, protože stejné složení bude vykazovat vzorek starý 100, 1000 i 10 000 let. Proto je nutné využívat prvky s mnohem delším poločasem přeměny. Mezi nejčastější patří metoda uran - olovo (U-Pb) a draslík - argon (K-Ar).  

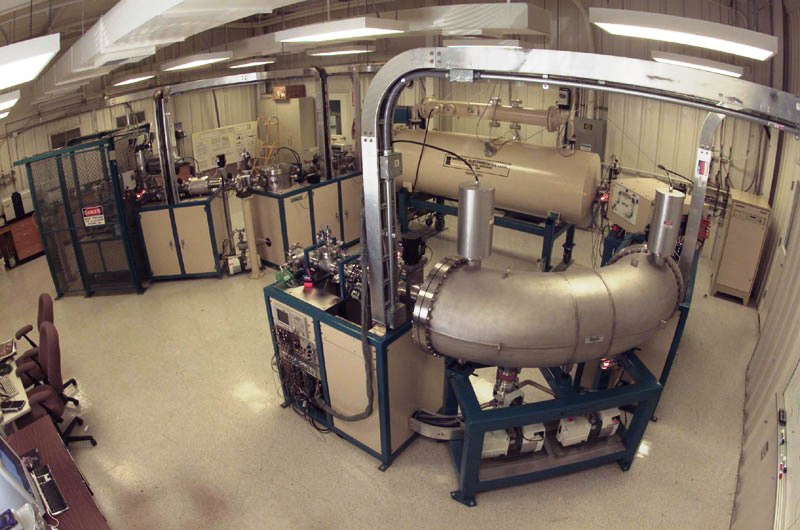
Hmotnostní spektrometr, používaný k datování radiokarbonovou metodou

Graf ukazující dočasný vzestup ^{14}C v atmosféře vlivem jaderných testů

V archeologii se nejvíce uplatňuje radiokarbonové datování, které má poměrně nízký, ale pro potřeby archeologie dostačující časový dosah. Zákady této metody položil Willard Frank Libby v roce 1949. K datování lze použít pouze organický materiál, obsahující uhlík. Výpočet je stanoven díky poklesu počtu atomů radioaktivního izotopu uhlíku 14C v pozůstatcích živých organismů. Radioaktivní izotop uhlíku 14C se totiž díky fotosyntéze dostává z atmosféry do těla rostlin a odtud do potravního řetězce. Vyskytuje se tudíž ve všech živých organismech včetně člověka. Smrtí organismu příjem radioaktivního uhlíku končí a současně začíná přeměna nestabilního 14C na stabilní izotop 12C (s poločasem přeměny 5730 let). Změřením množství zbylého 14C v nalezeném zbytku organismu lze určit jeho absolutní stáří. Metodou ovšem nelze zjistit přesný rok, jen interval nejpravděpodobnější doby zániku organismu (např. 1780±45 př. Kr.). Vzhledem ke kolísání koncentrace 14C v atmosféře je navíc nutné získané hodnoty kalibrovat, k čemuž se využívá zejména dendrochronologie.
Radiokarbonovou metodou lze datovat vzorky nanejvýš 40 - 60 tisíc let staré, u starších vzorků je již obsah izotopu 14C tak nízký, že je nutné použít jiné metody. Není také možné spolehlivě určovat vzorky mladší než 100–200 let, protože od té doby se díky spalování uhlí a ropy dostává do ovzduší velké množství uhlíku pocházejícího z pozůstatků prastarých organismů, které již neobsahují radioaktivní izotop. V druhé polovině 20. století se naopak množství radioaktivního uhlíku v atmosféře zvýšilo vlivem jaderných pokusů.

## Luminiscenční metody

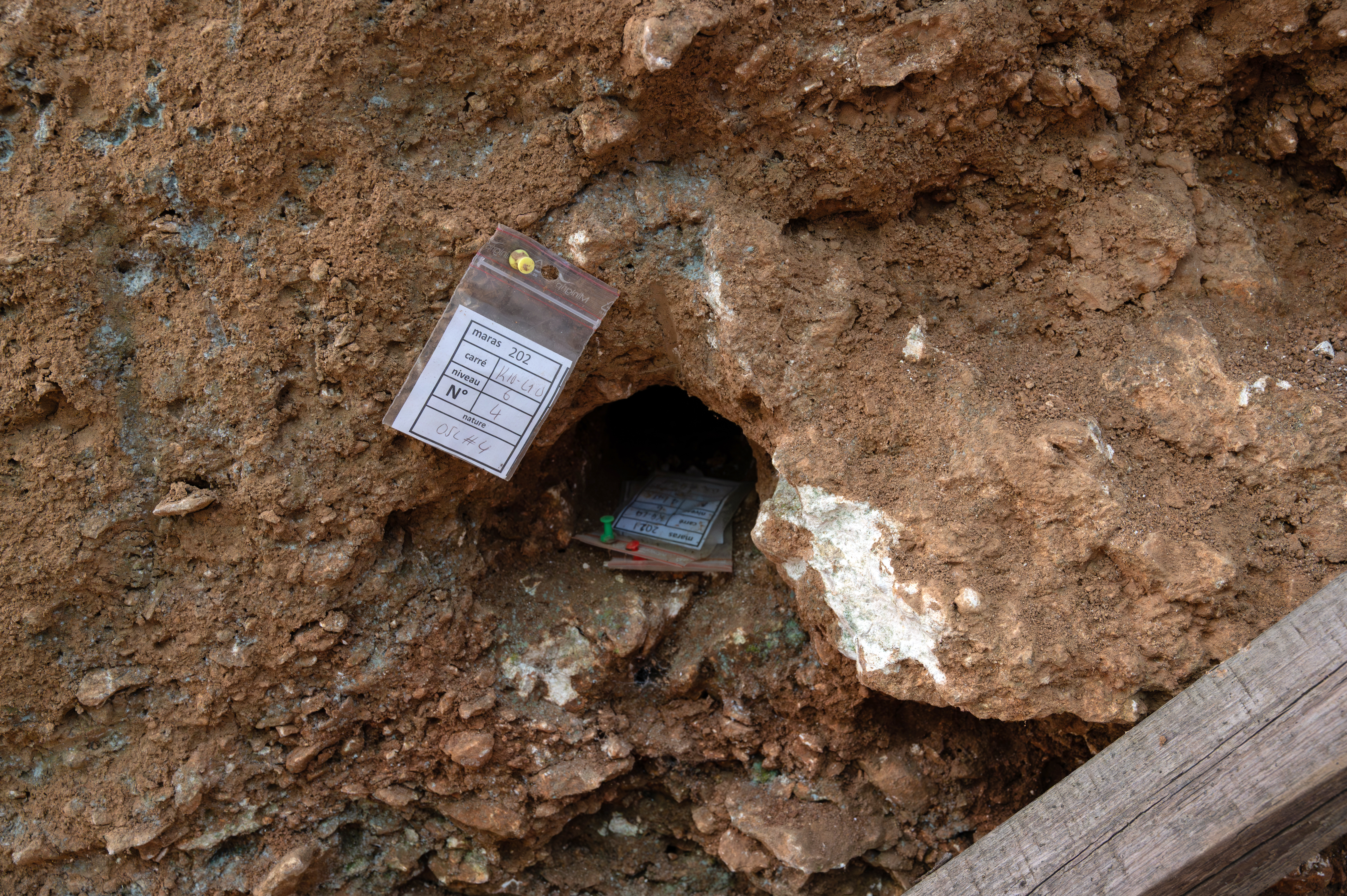
Odběr vzorků pro opticky stimulovanou luminiscenci

Luminiscenční metody jsou od 60. let 20. století používány zejména pro dataci materiálů, které prošly žárem – keramických nádob, skla nebo přepálených pazourků. Luminiscenční metody využívají faktu, že všudypřítomné radioaktivní záření uvolňuje elektrony ze struktury některých minerálů a ty se pak hromadí v místech poruch jejich krystalické mřížky. Takovým minerálem je například křemen, který je ve formě drobných zrn přítomen v mnoha sedimentech včetně těch, užívaných k výrobě keramiky. 
Metoda zvaná termoluminiscence pracuje s tím, že při zahřátí nad 350 °C (např. při výpalu keramiky) se elektrony ve formě světelného záření uvolňují, tudíž  jejich množství v nově vypálené keramice je nulové. Postupem času se elektrony opět hromadí, takže při nálezu keramické nádoby je možné elektrony novým zahřátím uvolnit a jejich množství změřit. Čím delší čas od výpalu uběhl, tím větší množství elektronů se ve hmotě nádoby zachytilo a tím intenzvnější je vydávané světelné záření. Tak lze určit dobu, která uběhla od vypálení nádoby.
Druhou užívanou metodou je opticky stimulovaná luminiscence, užívaná především k datování sedimentů z archeologických lokalit, nikolv archeologických nálezů. Uložené elektrony jsou ze zrnek křemene v zemině uvolňovány krátkým osvitem infračerveným zářením, přičemž opět dochází k vyzáření, jehož intenzitu lze změřit.  Podle toho lze určit, kdy byla zemina naposledy vystevena slunečnímu svitu. K využití této metody však musí být archeologický výzkum prováděn ve tmě, aby nedoíšlo k předčasnému osvícení a uvolnění elektronů.

## Dendrochronologie

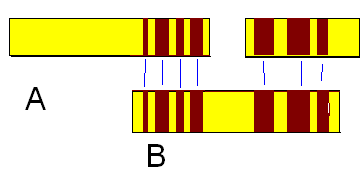
Sestavování sekvence z různých vzorků se shodnými úseky

Dendrochronologie, založená na analýze letokruhů stromů, je vůbec nejpřesnější metodou datování v archeologii. Používá se k datování veškerých nálezů dřeva od zuhelnatělých zbytků po historické krovy, nábytek nebo dřevěné sochy a deskové obrazy.

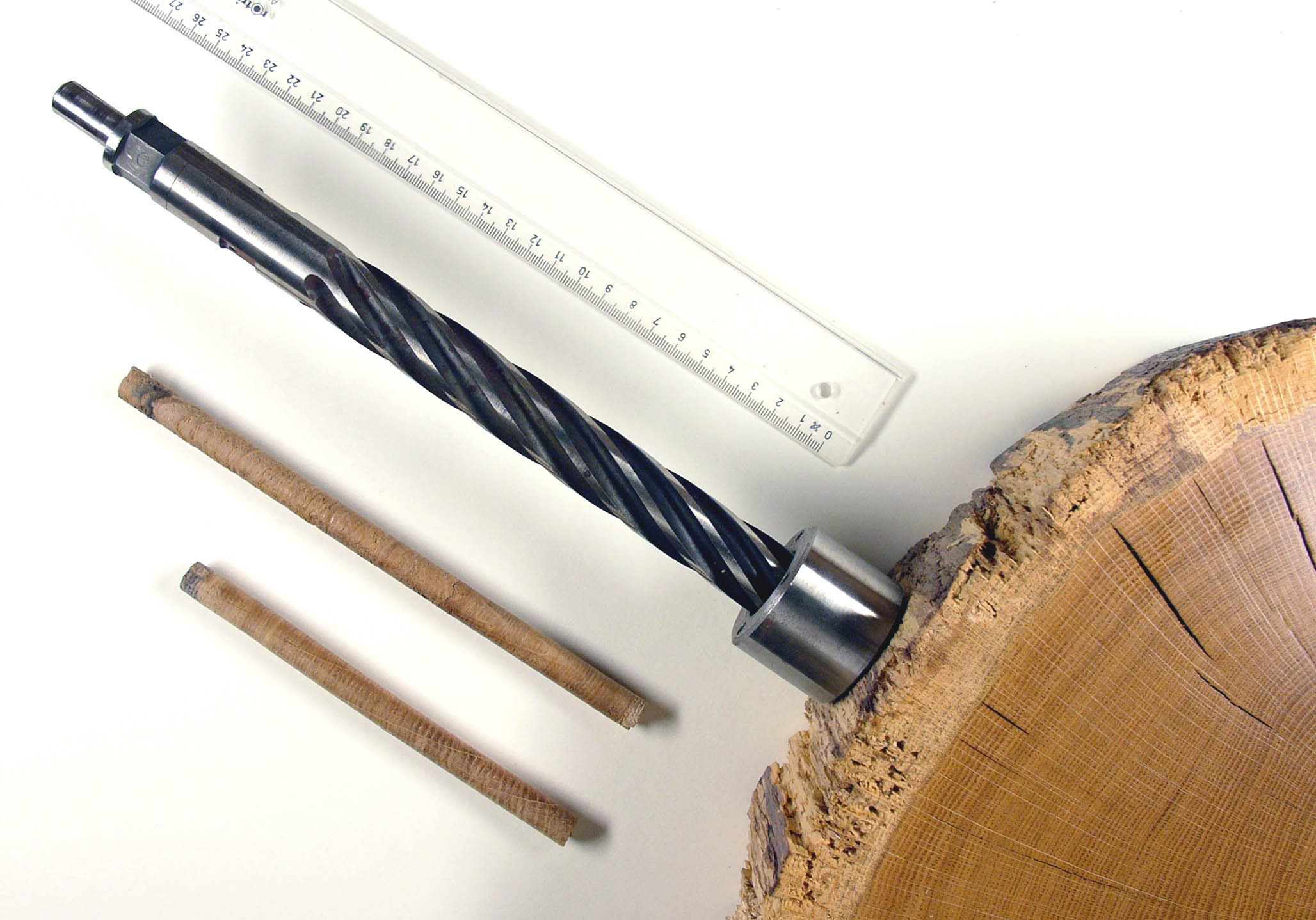
Presslerův vrták k získávání vzorků dřeva

Metoda je založena na faktu, že každý rok přibyde na kmeni stromu jeden letokruh, tvořený vrstvou světlého jarního a tmavšího letního dřeva. Šířka každoročního přírůstku je závislá na výkyvech počasí – na množství srážek a slunečního svitu i na teplotě. Dlouhé, teplé a vlhké vegetační období se projevuje širokými letokruhy, zatímco v suchém roce vznikají letokruhy úzké. Tím vzniká neopakovatelná sekvence různě velkých letokruhů, která se na stromech stejného druhu vytváří přibližně stejně. Sled letokruhů různě starých stromů lze díky shodným úsekům sestavit k sobě a vytvořit sekvence, které sahají až daleko do minulosti. Nejdelší dendrochronologické křivky dosahují až do doby před 12 000 lety. Sekvence se sestavují vždy z dřeviny stejného druhu a zvlášť pro jednotlivé geografické oblasti, které se klimaticky liší. V České republice je v současnosti zpracovaná dendrochronologická křivka jedle a dubu, regionálně také smrku a borovice. Podle množství, vzdálenosti a velikosti letokruhů je možné určit nejen stáří stromu, ale i klimatické podmínky v daných letech.
Při nálezu zlomku dřeva s dostatečným počtem (nejméně 40 – 50) letokruhů pak lze vyhledat odpovídající sekvenci na již postavené křivce a nalezené dřevo datovat. Pokud je zachovaný poslední vytvořený – tzv. podkorní – letokruh, je možné přesně stanovit letopočet smýcení stromu. Bez tohoto letokruhu zůstává datace dřeva v určitém rozmezí, které odpovídá době života stromu, není však jasné, kdy byl pokácen. Při datování celé stavby na základě dendrochronologie dřevěných částí je rovněž třeba mít na paměti, že dřevo mohlo několik let před použitím vysychat nebo mohlo být použito opakovaně v nové stavbě.

## Archeomagnetické datování
Archeomagnetické datování se používá pro dataci vypálených nemovitých památek (ohniště, pece). Tato metoda vychází z faktu, že magnetické póly Země se neustále mění, pohybují. Atomy železa v jílu se vždy orientují podle aktuální polohy magnetického pólu, ale po vypálení zůstávají trvale otočeny tak, jak byly v době výpalu. Na základě vzorků se známým stářím byly vytvořeny srovnávací řady, takže porovnáním s nimi může být datován vzorek neznámého stáří.

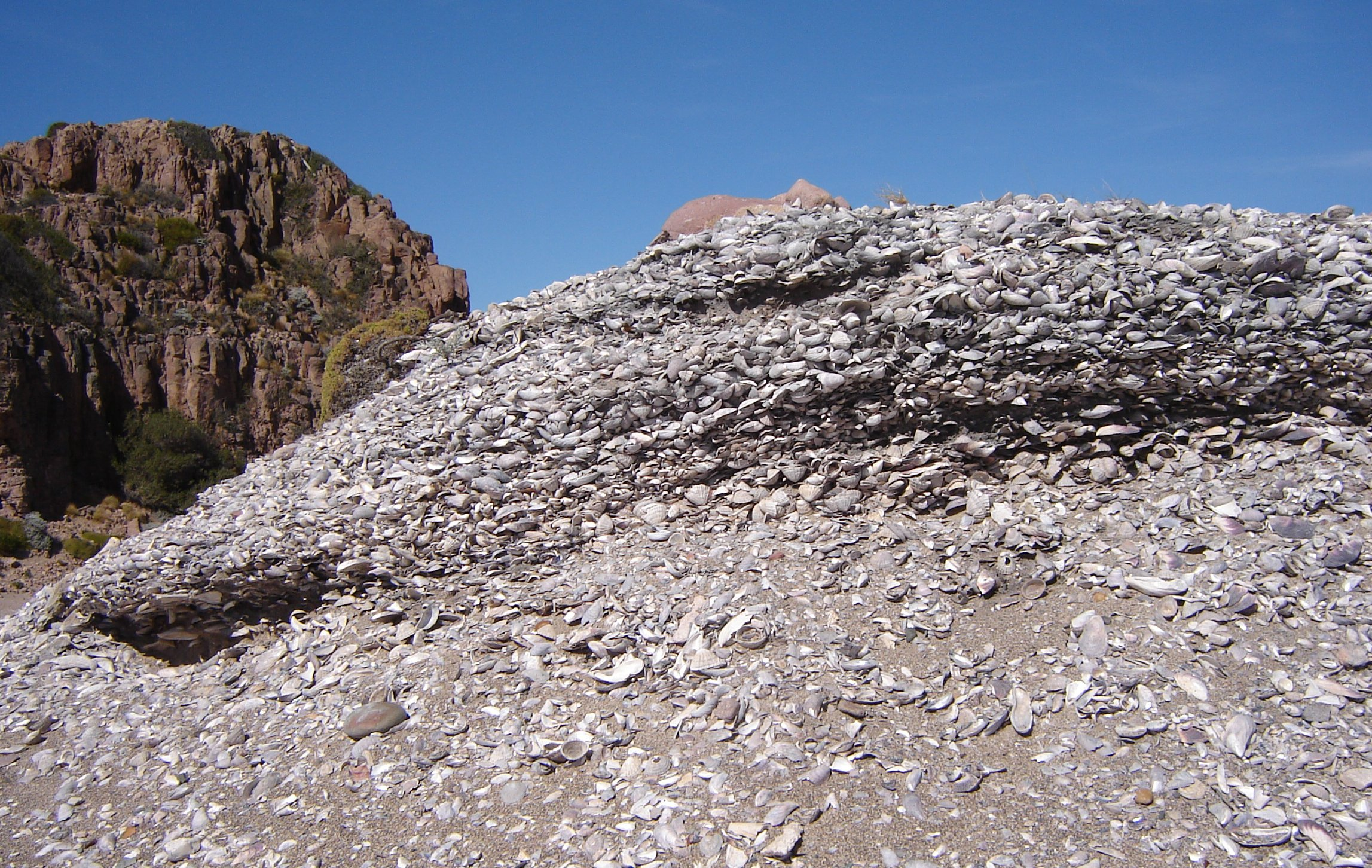
Odpadní hromada lastur, jejíž vrstvy lze datovat pomocí aminokyselin

## Aminokyselinové datování
Živé organismy jsou stavěné pouze z levotočivých aminokyselin, po se jejich smrti se však tyto látky rozkladem proteinů postupně mění na pravotočivé. Zjišťováním míry racemizace aminokyselin (přeměny levotočivých forem na pravotočivé) je možné datovat fosilní kosterní nálezy, schránky mlžů, ale například i výrobky z hedvábí, které je rovněž složené z aminokyselin. Dosah této metody je až 100 000 let.

## Hydratace obsidiánů
Obsidán je hornina, užívaná v době kamenné k výrobě kamenné štípané industrie. Pokud je obsidián vystaven povětrnostním vlivům, absorbuje vodu (hydratuje) a na jeho povrchu se postupně vytváří patina. Podle síly patiny pak lze určit stáří kamenného nástroje. Dosah této metody je až 500 000 let.